# Erpe (Spree)
Die Erpe ist ein 32 km langer rechter Nebenfluss der Spree im Bundesland Brandenburg und in Berlin. Ihr Quellbach im Norden von Werneuchen wird auch Stienitzfließ genannt. Von Werneuchen bis Altlandsberg ist sie auch als Langes Elsenfließ bekannt, von hier bis zur Stadtgrenze Berlins auch als Neuenhagener Mühlenfließ. Wie die gesamt Landschaft in Brandenburg und Berlin ist auch der Flusslauf von der letzten Eiszeit geprägt.

## Name
Der Name ist eine Verkürzung von *Erb(wiesenfließ) und entsprechend ist der Fluss nach dem Gebiet Köpenicker Erbwiesen benannt.

## Flusslauf

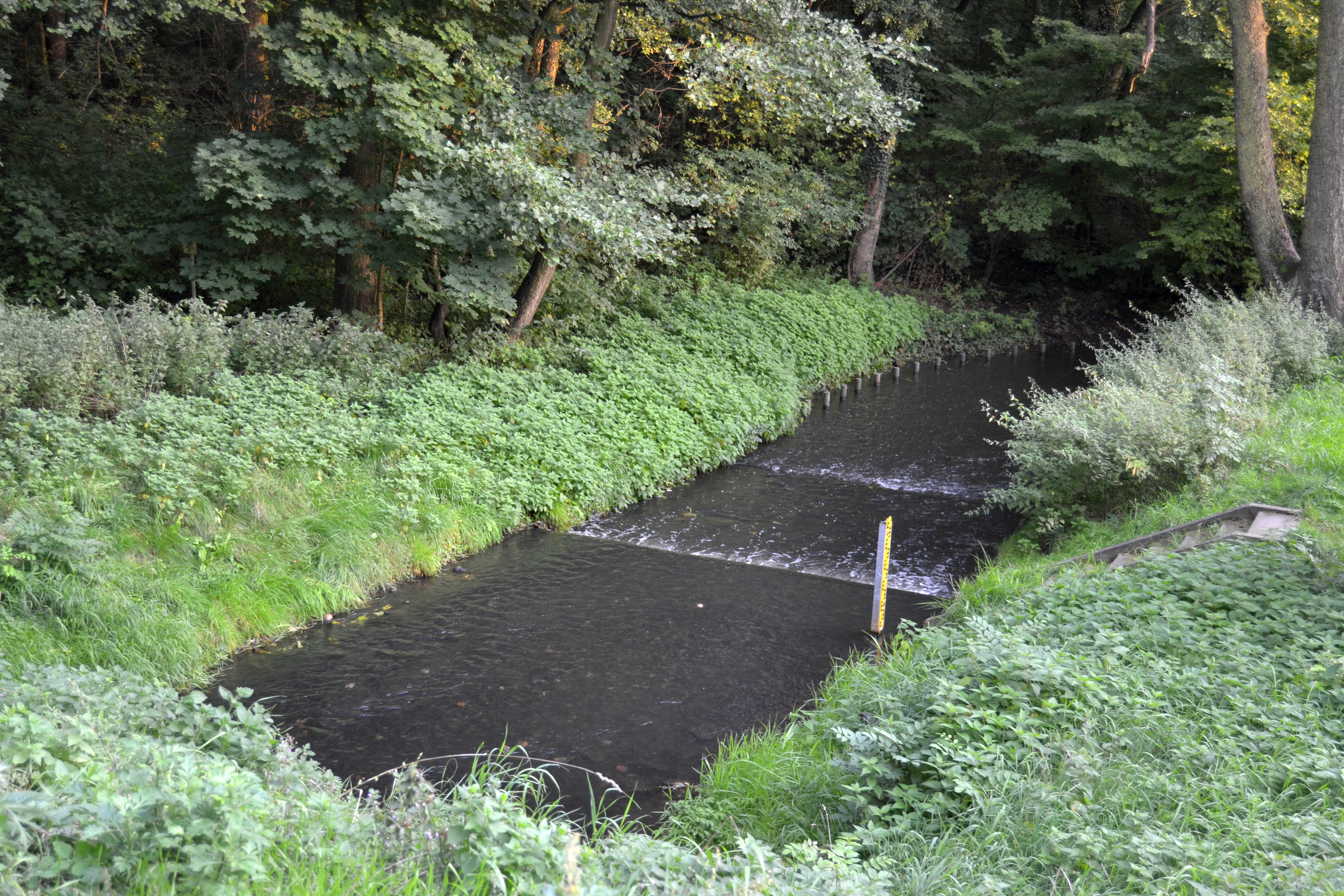
Die Erpe, hier auch Neuenhagener Mühlenfließ, in Hoppegarten

Der Quellbach Stienitzfließ kommt aus einem Feuchtgebiet im Nordosten von Werneuchen. Beim Zentrum der kleinen Stadt mündet aus Westen der Hohe Graben. Ab hier ist in älteren Karten der Name Langes Elsenfließ eingetragen.
Bei dem Hof Amtsfreiheit im Westen von Altlandsberg mündet von links ein Zulauf, der das Altlandsberger Mühlenfließ und das Wederfließ vereint, die nahe bei einander im Altlandsberger Ortsteil Wegendorf entspringen. Von dieser Mündung an heißt die Erpe auch Neuenhagener Mühlenfließ. In Altlandsberg fließt sie westlich am alten Ortskern vorbei und östlich an der Seebergsiedung, in Neuenhagen bei Berlin zwischen dem eigentlichen Neuenhagen und dem Ortsteil Bollendorf hindurch. In Hoppegarten mündet südlich der Galopprennbahn von rechts der Zochegraben und südlich der B 1 der Wernergraben.
Weiter südlich entwässert von Osten der Klärwerksableiter des Klärwerkes Münchehofe in den Fluss.
Östlich der Siedlung Waldesruh erreicht das Gewässer das Gebiet von Berlin-Friedrichshagen und Köpenick.
In Karten der ersten Hälfte des 20. Jahrhunderts findet man das Tal in Friedrichshagen als Erpetal bezeichnet, das Gewässer selber aber als Mühlenfließ (ohne Namenszusatz), in der zweiten Jahrhunderthälfte dann als Neuenhagener Mühlenfließ. In der Friedrichshagener Ortslage Hirschgarten teilt sich die Erpe kurz vor ihrer Mündung in die Neue Erpe und Alte Erpe. Die Neue Erpe mündet neben der Salvador-Allende-Brücke in die Spree, die Alte Erpe etwas weiter westlich in einen Altarm der Spree, den nördlichen Umfluss der Baumgarteninsel.
„Die offene Wiesenlandschaft des Erpetals ist eines der wenigen erhaltenen Fließtäler in Berlin. Einleitungen des Klärwerkes Münchehofe belasten jedoch das Gewässer und lassen die Erpe immer wieder schäumen.“ Im Zusammenhang mit der Europäischen Wasserrahmenrichtlinie, die einen ökologisch sauberen Zustand der Gewässer bis 2015 fordert, wollen deshalb die Berliner und Brandenburger Gewässerverwaltungen geeignete Maßnahmen unternehmen (Stand: 2011).

## Erpetal

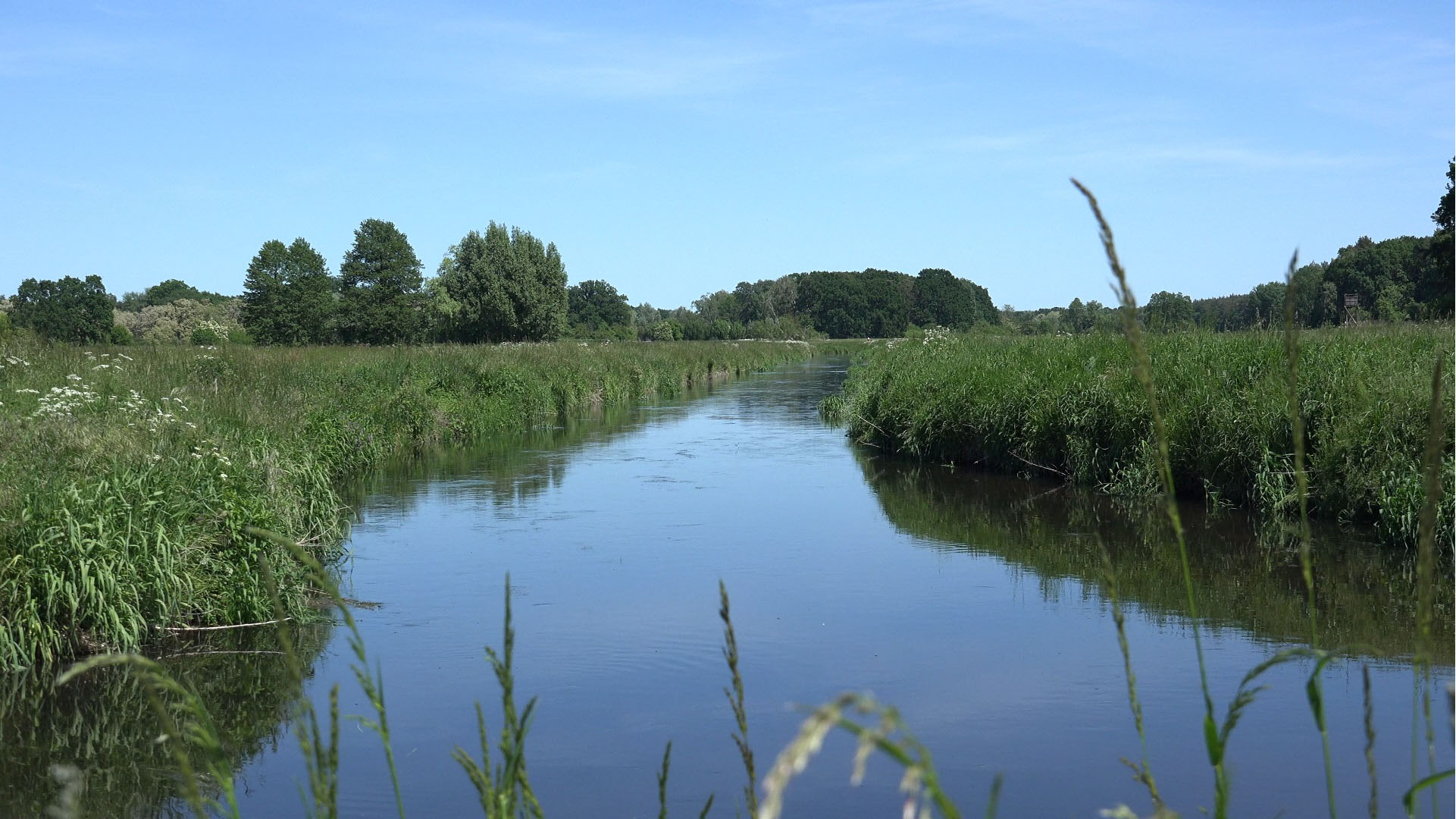
Erpe im Naturschutzgebiet Erpetal

Zwischen Dahlwitz-Hoppegarten und Berlin-Friedrichshagen durchfließt das Gewässer die Wiesenlandschaft des Erpetals. Im Jahr 1957 wurde es zum Landschaftsschutzgebiet erklärt. Seit 2003 ist der in den Gemarkungen Neuenhagen und Dahlwitz-Hoppegarten liegende Teil des Neuenhagener Mühlenfließes Naturschutzgebiet.
Der Europäische Fernwanderweg E11 verläuft durch das Erpetal.